# The Flaming Lips
The Flaming Lips – amerykański zespół muzyczny grający rock psychodeliczny założony w 1983 roku w Oklahoma City, Oklahoma.

## Skład zespołu
- Wayne Coyne – wokal, gitara, instrumenty klawiszowe, (1983–)
- Michael Ivins – gitara basowa, instrumenty klawiszowe, wokal wspierający (1983–)
- Steven Drozd – gitara, perkusja, instrumenty klawiszowe, gitara basowa, wokal wspierający (1991–)[1]
- Derek Brown – gitara, perkusja, keyboard (2009–)[2]
- Jake Ingalls – gitara, keyboard (2014–)[3]
- Matt Duckworth Kirksey – perkusja, bębny (2014–)[4]
- Nicholas Ley – perkusja, bębny (2014–)[5]

### Byli członkowie
- Mark Coyne – wokal (1983–1985)
- Dave Kostka – perkusja (1983–1984)
- Richard English – perkusja, wokal wspierający, pianino (1984–1988)
- Jonathan Donahue – gitara (1988–1991)
- Nathan Roberts – perkusja (1988–1991)
- Jon Mooneyham – gitara (1991)
- Ronald Jones – gitara (1991–1996)[1]
- Kliph Scurlock – perkusja (2002–2014)[6]

## Dyskografia

### Albumy studyjne
- Hear It Is (1986)
- Oh My Gawd!!! (1987)
- Telepathic Surgery (1989)
- In a Priest Driven Ambulance (With Silver Sunshine Stares) (1990)
- Hit to Death in the Future Head (1992)
- Transmissions from the Satellite Heart (1993)
- Clouds Taste Metallic (1995)
- Zaireeka  (1997)
- The Soft Bulletin (1999)
- Yoshimi Battles the Pink Robots (2002)
- At War with the Mystics (2006)
- Once Beyond Hopelessness (2008)
- Embryonic (2009)
- The Flaming Lips and Stardeath and White Dwarfs with Henry Rollins and Peaches Doing The Dark Side of the Moon (2009)
- The Flaming Lips and Heady Fwends (2012)
- The Terror (2013)
- With a Little Help from My Fwends (2014)
- Oczy Mlody (2017)
- King's Mouth (2019)
- American Head (2020)[7]